# Fenxi
Fenxi (chin. 汾西县; Pinyin: Fénxī Xiàn) ist ein Kreis der bezirksfreien Stadt Linfen in der chinesischen Provinz Shanxi. Er hat eine Fläche von 871,9 km² und zählt 104.627 Einwohner (Stand: Zensus 2020).
Die traditionelle Architektur von Shijiagou (Shijiagou gu jianzhuqun 师家沟古建筑群) steht auf der Liste der Denkmäler der Volksrepublik China.